# فرودگاه بین‌المللی لوبوک پرستون اسمیت
فرودگاه بین‌المللی لوبوک پرستون اسمیت (به انگلیسی: Lubbock Preston Smith International Airport) (به زبان بومی: South Plains AAF) یک فرودگاه همگانی با کد یاتا LBB است که یک باند فرود بتن دارد و طول باند آن ۲۴۳۹ متر است. این فرودگاه در کشور ایالات متحده آمریکا قرار دارد و در ارتفاع ۱۰۰۰ متری از سطح دریا واقع شده است.

## شرکت‌های هواپیمایی و مقصدهای پروازی

### مسافری
| شرکت‌های هواپیمایی | مقصدهای پروازی                                  |
| ----------------- | ----------------------------------------------- |
| امریکن ایرلاینز   | دالاس-فورت ورث                                  |
| امریکن ایگل       | دالاس-فورت ورث، فینکس اسکای هاربر               |
| ساوت‌وست ایرلاینز  | آستین، دالاس لاو، مک‌کاران فصلی: ویلیام پی. هابی |
| یونایتد اکسپرس    | دنور، جرج بوش                                   |

### باری
| شرکت‌های هواپیمایی   | مقصدهای پروازی                            |
| ------------------- | ----------------------------------------- |
| Ameriflight         | دالاس-فورت ورث                            |
| بارون اوییشن سرویسز | منطقه‌ای ابلین، مرکز هوایی بین‌المللی راسول |
| Empire Airlines     | فوت ورث الاینس، میدلند                    |
| فدکس اکسپرس         | فورت لادردیل–هالیوود، ممفیس، توسان        |
| یوپی‌اس ایرلاینز     | ال پاسو، لوئیویل                          |